# Praetorium Agrippinae
Praetorium Agrippinae (Agripin Pretorij) je bila rimska naselbina v provinci Spodnja Germanija, na območju Kananefatov, ki se nahaja v današnjem Valkenburgu na Nizozemskem. Bilo je vojaško taborišče (lat.: castellum) na Starem Renu (takrat glavni rokav reke Ren), na severni meji rimskega imperija, limesu. Praetorium Agrippinae je omenjen na Tabula Peutingeriana med kastelum Matilo na vzhodu in Lugdunum Batavorum na zahodu.

## Zgodovina

### Kastelum
Pretorij je vojaški štab, Pretorij Agripin pa je dobil ime po materi cesarja Kaligule, Vipsaniji Agripini, ki je umrla leta 33 našega štetja. Skoraj gotovo je, da je Kaligula bil na tem območju leta 39 ali 40 našega štetja, saj so med izkopavanji v Valkenburgu našli vinski sod iz njegovih osebnih vinogradov. Najverjetneje je obiskal območje v pripravah na nikoli izvedeno invazijo na Britanijo in kastel je bil morda postavljen za to operacijo. Vendar pa najdbe kovancev in keramike terra sigillata nakazujejo, da so bile rimske vojaške enote tam nameščene že pred gradnjo.
Utrdba je bila zgrajena v sedanjem središču Valkenburga in je bila sprva utrjena s palisadnim zemeljskim zidom in tremi jarki. Sprva sta bila v utrdbi nameščena dva manipula (ali štiri stotnije) legionarjev in dve turmi konjenice iz III. kohorta Galcev. Po Batavijski vstaji (69-70 n. št.), ko so tamkajšnja plemena utrdbo zravnala z zemljo, so sem preselili celotno IV. kohorto Tračanov. Okoli leta 180 našega štetja so Rimljani utrdbo povečali in jo ponovno zgradili iz kamna. Skupno je bilo razpoznanih 7 gradbenih faz.
Tako kot vse druge utrdbe na nizozemskem limesu je bil tudi Valkenburg po propadu rimske mejne obrambe okoli leta 275 našega štetja zapuščen. Valkenburg pa je eden redkih rimskih gradov, kjer so našli dokaze o poznorimskih gradbenih dejavnostih. Med vladavino Konstancija I. Klora je bila tu zgrajena kašča za pošiljanje žita v Britanijo.

### Vicus
Jugovzhodno od trdnjave se je razvila velika civilna naselbina (vicus), ki se je raztezala pribl. 1 km po rimski vojaški cesti  (via militaris). Naseljen je bil med leti cca. 70 do 240 našega štetja. Arheološke raziskave so odkrile bivalne prostore, shrambe in kašče ter morda kopališče. Najdeno je bilo tudi veliko pokopališče z več kot 700 grobovi. Med letoma 70 in 110 našega štetja je bil tu tudi manjši vojaški tabor ("mini-castellum").

## Ostanki
Nekatere najdbe si lahko ogledate v Torenmuseumu v Valkenburgu. Na osrednjem mestnem trgu, Castellumplein, so obrisi utrdbe prikazani z bronastimi pikami na pločniku. Rekonstruirani so bili tudi temelji enih od mestnih vrat. Zunaj mesta, na deželni cesti N206, je vidna rekonstrukcija vojaške ceste.

## Izkopavanja
Valkenburg je eno najboljših izkopanih rimskih najdišč na Nizozemskem. Raziskave so se začele že leta 1875, vendar so glavna izkopavanja potekala med letoma 1941 in 1953 pod vodstvom Alberta Eggesa van Giffena.     Ta izkopavanja so prinesla velike količine najdb in ker so bili ostanki kasteluma najdeni pod nivojem podzemne vode, so bili zelo dobro ohranjeni in so vključevali številne organske ostanke, kot so hrana, kosti, usnje  in vrvi. To je omogočilo podrobno rekonstrukcijo rimskih gradbenih praks in prehranjevalnih navad.
V sedemdesetih in osemdesetih letih 20. stoletja so na območju vicusa potekala nadaljnja izkopavanja. Nedavna ponovna analiza je pokazala, da so tukajšnje hiše zgrajene v ozkih pravokotnih parcelah, pravokotnih na vojaško cesto. 